# Saint-Jean-Kourtzerode
Pour les articles homonymes, voir Saint-Jean.
Saint-Jean-Kourtzerode est une commune française située dans le département de la Moselle, en région Grand Est.
Cette commune se trouve dans la région historique de Lorraine et fait partie du pays de Sarrebourg.
Ses habitants sont appelés les Santi-Johaniens et les Santi-Johannais.

## Géographie
Saint-Jean-Kourtzerode est situé à l'extrémité est du Plateau lorrain. Le site du village est quasi-plan. Cette spécificité a d'ailleurs été à l'origine de l'implantation du terrain d'aviation qui est devenu par la suite la « base aérienne de Phalsbourg-Bourscheid » puis le « quartier La Horie » actuel. L'altitude du village dépasse les 300 mètres.

### Communes limitrophes
|            | Bourscheid             |             |
| Brouviller | Saint-Jean-Kourtzerode | Mittelbronn |
|            | Waltembourg            |             |

### Hydrographie
La commune est située dans le bassin versant du Rhin au sein du bassin Rhin-Meuse. Elle est drainée par le ruisseau de l'Ellermatte et le ruisseau le Waldbach.

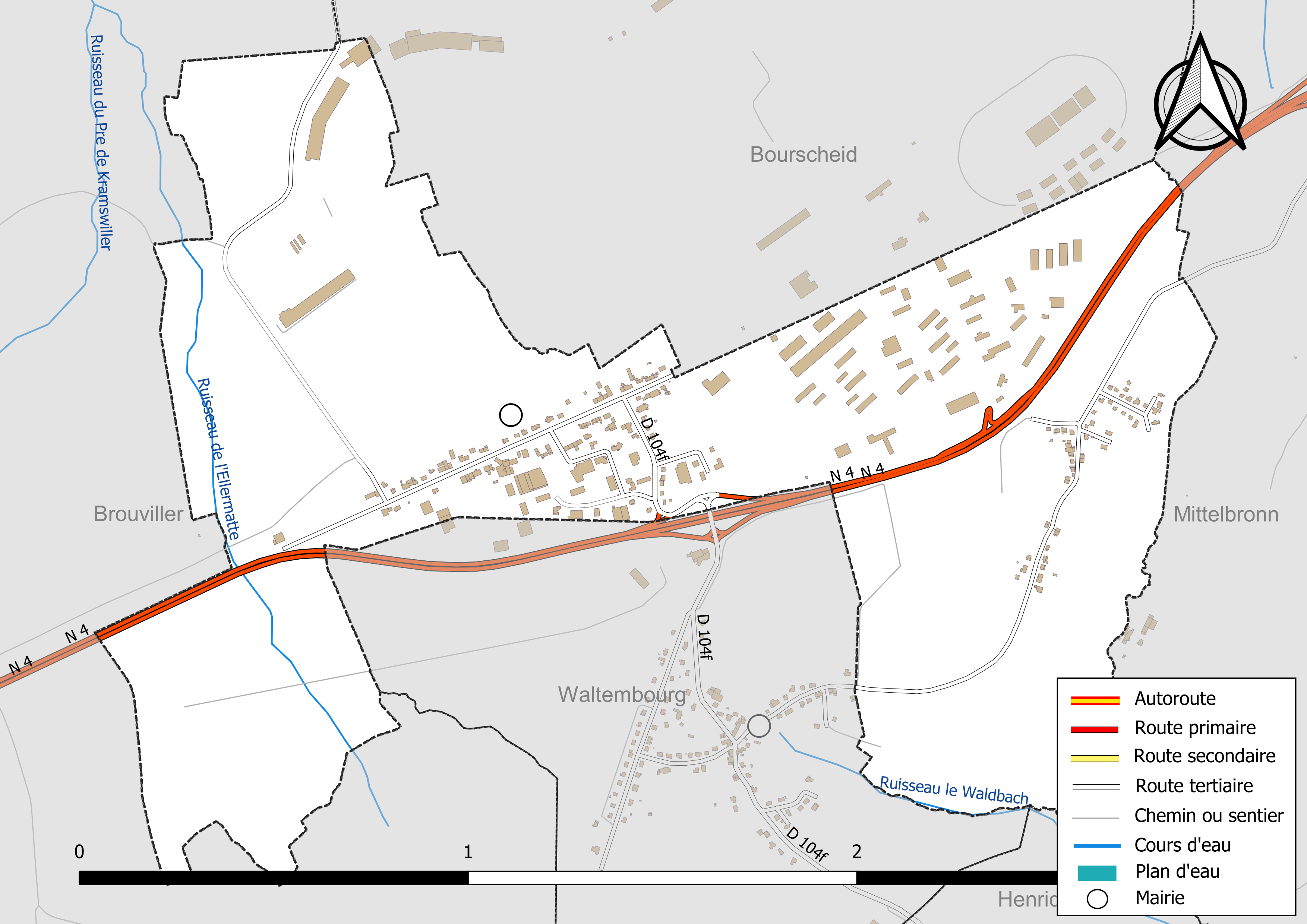
Réseaux hydrographique et routier de Saint-Jean-Kourtzerode.

### Climat
Pour des articles plus généraux, voir Climat du Grand Est et Climat de la Moselle.
En 2010, le climat de la commune est de type climat des marges montargnardes, selon une étude du Centre national de la recherche scientifique s'appuyant sur une série de données couvrant la période 1971-2000. En 2020, Météo-France publie une typologie des climats de la France métropolitaine dans laquelle la commune est exposée à un climat semi-continental et est dans la région climatique  Vosges, caractérisée par une pluviométrie très élevée (1 500 à 2 000 mm/an) en toutes saisons et un hiver rude (moins de 1 °C). 
Pour la période 1971-2000, la température annuelle moyenne est de 9,7 °C, avec une amplitude thermique annuelle de 17,1 °C. Le cumul annuel moyen de précipitations est de 991 mm, avec 12,6 jours de précipitations en janvier et 10,4 jours en juillet. Pour la période 1991-2020, la température moyenne annuelle observée sur la station météorologique de Météo-France la plus proche, « Phalsbourg_sapc », sur la commune de Danne-et-Quatre-Vents à 8 km à vol d'oiseau, est de 10,4 °C et le cumul annuel moyen de précipitations est de 864,9 mm. 
La température maximale relevée sur cette station est de 38,1 °C, atteinte le 12 août 2003 ; la température minimale est de −22 °C, atteinte le 10 février 1956,,. 
Les paramètres climatiques de la commune ont été estimés pour le milieu du siècle (2041-2070) selon différents scénarios d'émission de gaz à effet de serre à partir des nouvelles projections climatiques de référence DRIAS-2020. Ils sont consultables sur un site dédié publié par Météo-France en novembre 2022.

## Urbanisme

### Typologie
Au 1er janvier 2024, Saint-Jean-Kourtzerode est catégorisée commune rurale à habitat dispersé, selon la nouvelle grille communale de densité à sept niveaux définie par l'Insee en 2022.
Elle est située hors unité urbaine et hors attraction des villes,.

### Occupation des sols
L'occupation des sols de la commune, telle qu'elle ressort de la base de données européenne d’occupation biophysique des sols Corine Land Cover (CLC), est marquée par l'importance des territoires agricoles (54,4 % en 2018), une proportion sensiblement équivalente à celle de 1990 (54,7 %). La répartition détaillée en 2018 est la suivante : 
zones industrielles ou commerciales et réseaux de communication (43,3 %), terres arables (32,3 %), zones agricoles hétérogènes (22,2 %), forêts (2,3 %). L'évolution de l’occupation des sols de la commune et de ses infrastructures peut être observée sur les différentes représentations cartographiques du territoire : la carte de Cassini (XVIIIe siècle), la carte d'état-major (1820-1866) et les cartes ou photos aériennes de l'IGN pour la période actuelle (1950 à aujourd'hui).

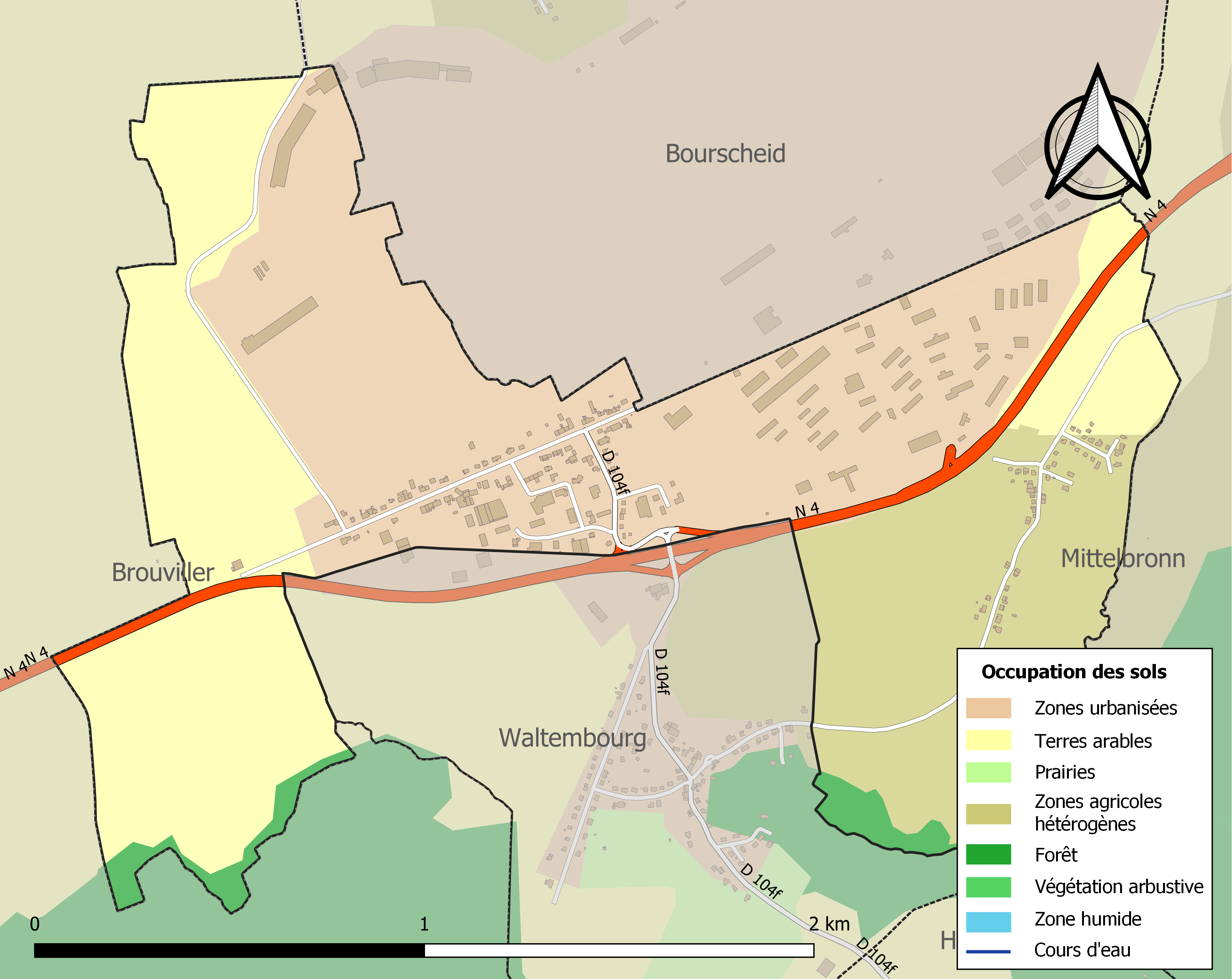
Carte des infrastructures et de l'occupation des sols de la commune en 2018 (CLC).

## Toponymie
- Kurtzrode (Cassini), Saint Jean Courtzerodes (1793), Saint-Jeancourt-Zerodes (1801)[14].
- Zischang-Kuerzrott en francique lorrain.

### Sobriquet
- Die Flé-fanger (les attrapeurs de puces)[15].

## Histoire
C'est un village de la principauté de Phalsbourg qui ne comptait que six maisons en 1756.
L'origine du village remonte au XIVe siècle pour le hameau de Kourtzerode (qui signifie « petites carrières »). En ce qui concerne Saint-Jean, il ne fut construit qu'au début du XVIIIe siècle.
L'histoire communale a été marquée par la construction d'une base aérienne militaire américaine après la Seconde Guerre mondiale. Repris par l'armée française, le quartier La Horie est occupé par le 1er régiment d'hélicoptères de combat.

## Politique et administration
| Période                                  | Période  | Identité        | Étiquette | Qualité                   |
| ---------------------------------------- | -------- | --------------- | --------- | ------------------------- |
| mars 1983                                | ?        | Jean Grosse     | DVD       | Ancien Conseiller général |
| mai 2020                                 | En cours | Gérard Pfeiffer |           |                           |
| Les données manquantes sont à compléter. |          |                 |           |                           |

## Démographie
L'évolution du nombre d'habitants est connue à travers les recensements de la population effectués dans la commune depuis 1793. Pour les communes de moins de 10 000 habitants, une enquête de recensement portant sur toute la population est réalisée tous les cinq ans, les populations de référence des années intermédiaires étant quant à elles estimées par interpolation ou extrapolation. Pour la commune, le premier recensement exhaustif entrant dans le cadre du nouveau dispositif a été réalisé en 2008.

En 2022, la commune comptait 674 habitants, en évolution de −6,65 % par rapport à 2016 (Moselle : +0,52 %, France hors Mayotte : +2,11 %).
| 1793 | 1800 | 1806 | 1821 | 1831 | 1836 | 1841 | 1846 | 1851 |
| ---- | ---- | ---- | ---- | ---- | ---- | ---- | ---- | ---- |
| 87   | 94   | 83   | 133  | 166  | 169  | 183  | 171  | 192  |

| 1856 | 1861 | 1871 | 1875 | 1880 | 1885 | 1890 | 1895 | 1900 |
| ---- | ---- | ---- | ---- | ---- | ---- | ---- | ---- | ---- |
| 121  | 130  | 126  | 133  | 123  | 115  | 130  | 119  | 119  |

| 1905 | 1910 | 1921 | 1926 | 1931 | 1936 | 1946 | 1954 | 1962 |
| ---- | ---- | ---- | ---- | ---- | ---- | ---- | ---- | ---- |
| 207  | 195  | 201  | 190  | 179  | 160  | 166  | 231  | 142  |

| 1968 | 1975 | 1982 | 1990 | 1999 | 2006 | 2008 | 2013 | 2018 |
| ---- | ---- | ---- | ---- | ---- | ---- | ---- | ---- | ---- |
| 132  | 191  | 172  | 206  | 485  | 771  | 729  | 696  | 706  |

| 2022 | - | - | - | - | - | - | - | - |
| ---- | - | - | - | - | - | - | - | - |
| 674  | - | - | - | - | - | - | - | - |

## Économie
La commune de Saint-Jean-Kourtzerode dispose d'une zone artisanale employant plus de 80 personnes.

## Culture locale et patrimoine

### Lieux et monuments
- Passage d'une voie romaine ; vestiges : habitation, peinture murale, fragments de stèle, monnaies.
- Église Saint-Jean-Baptiste néo-gothique datant de 1843.

### Personnalités liées à la commune
- Jean Grosse, maire et président fondateur de la communauté de communes du Pays de Phalsbourg.

### Héraldique
| Blason de Saint-Jean-Kourtzerode | Blason  | D'or à l'arbre de sinople, issant de la pointe, une hache de gueules brochant en barre. |
| Blason de Saint-Jean-Kourtzerode | Détails | Le statut officiel du blason reste à déterminer.                                        |